# 薩瓦內區
9°25′N 5°37′W / 9.417°N 5.617°W
薩瓦內區（法語：District des Savanes），是科特迪瓦的14個行政區之一，位於該國北部，2011年科特迪瓦行政区划改革时成立，为原萨瓦纳区构成。区名的意思是稀树草原（savanna，萨凡纳草原）。首府設於科霍戈，面積40,210平方公里，2014年人口1,607,497，人口密度每平方公里40人。北与马里和布基纳法索接壤，南边从西到东分别于科特迪瓦国内的登盖莱区、邦达马河谷区、沃罗巴区及赞赞区相邻。

## 行政区划
萨瓦那区由三个大区组成：
- 巴戈埃大区
- 波罗大区
- 特绍洛戈大区

## 人口
区内的主要居民为曼丁戈人及法語：，羅馬化：Sénoufos，也有少数富拉尼人牧民。人口变化如下：
| 1988年   | 1998年   | 2010年    | 2012年    | 2014年    |
| -------- | -------- | --------- | --------- | --------- |
| 745816人 | 929673人 | 1319280人 | 1388142人 | 1607497人 |

## 气候
当地气候为热带气候，在一月、二月有干燥的哈马丹风。

## 文化
当地的巴拉风及科拉琴是各种仪式中必备的乐器。

## 经济
当地经济主要为农业，其中主产为棉花种植，多用于出口，科特迪瓦是非洲第三大棉花出产国，年产量可达三百八十万吨。